# Tamar Gwerdciteli
Tamar Gwerdciteli (gruz. თამარ გვერდწითელი, ros. Тама́ра Миха́йловна Гвердците́ли), znana także jako Tamriko (gruz. თამრიკო) (ur. 18 stycznia 1962 w Tbilisi) – gruzińska piosenkarka, autorka tekstów i aktorka, Zasłużona Artystka GSRR (1989), Narodowa Artystka Gruzji (1991), Narodowa Artystka Rosji (2004).

## Dzieciństwo i edukacja
Tamar Gwerdciteli urodziła się 18 stycznia 1962 roku w Tbilisi, położonym ówcześnie na terenie Gruzińskiej Socjalistycznej Republiki Radzieckiej. Jej ojciec pochodził z gruzińskiej rodziny arystokratycznej, zaś jej matką była Inna Kofman, Żydówka i wnuczka rabina z Odessy.
Gwerdciteli ukończyła szkołę muzyczną na wydziale fortepianu przy Konserwatorium w Tbilisi. Na początku 1970 roku została solistką dziecięcego zespołu muzycznego o nazwie Mziuri, z którym koncertowała po krajach ZSRR. Piosenkarka śpiewała w tej formacji przez kolejne siedem lat.

## Kariera muzyczna
W 1981 roku, czyli jako dziewiętnastolatka, wzięła udział w festiwalu muzycznym w Dniepropetrowsku, gdzie zajęła pierwsze miejsce. W tym samym roku wygrała Międzynarodowy Konkurs Muzyczny „Czerwony Goździk” organizowany w Soczi. W 1982 roku wzięła udział w konkursie muzyki popularnej w Dreźnie, gdzie zdobyła nagrodę „Złotego Orfeusza”.
W 1989 roku została wyróżniona tytułem Zasłużonej Artystki Gruzińskiej Socjalistycznej Republiki Radzieckiej, zaś w 1991 – Narodowej Artystki Gruzji. W tym samym roku zagrała swój pierwszy koncert w paryskiej hali muzycznej „Olympia”. W 2004 roku otrzymała tytuł Narodowej Artystki Rosji.
W 2014 roku została mentorem w programie Gołos strany, będącym ukraińską wersją formatu The Voice.

## Kariera polityczna
W latach 2007–2008 Tamar Gwerdciteli była członkinią liberalnej partii politycznej „Grażdanskaja siła”. Jest także członkiem rosyjskiego Kongresu Żydów.

## Życie prywatne
Trzykrotnie zamężna. Jej pierwszym mężem był Giorgi Kachabriszwili, reżyser i wiceprzewodniczący gruzińskiego nadawcy publicznego. Para pobrała się w 1984, a w 1986 roku doczekała się pierwszego syna – Aleksandra Kacabriszwilego. W 1995 roku para rozwiodła się po jedenastu latach małżeństwa. Drugim mężem Gwerdciteli był prawnik o imieniu Dmitrij, z którym przeprowadziła się do Bostonu. Kilka miesięcy później mężczyzna zmarł z powodu niewydolności serca. Trzecim małżonkiem artystki był kardiochirurg Siergiej G. Ambatjeło. Para rozwiodła się w grudniu 2005 roku.